# De Laurans
de Laurans (du Laurans) − polski  herb szlachecki, herb własny z indygenatu.

## Opis herbu
Opis zgodnie z klasycznymi regułami blazonowania:
Tarcza dzielona w słup, w polu prawym, srebrnym, od czoła liść dębowy zielony w skos, pod którym trzy skosy błękitne, w polu lewym, srebrnym, od czoła liść dębowy zielony w skos lewy, pod którym trzy skosy lewe czerwone, tworzące z poprzednimi trzy krokwie. Klejnot: nad hełmem w koronie trzy pióra strusie kolejno czerwone, srebrne i błękitne. Labry z prawej czerwone, z lewej błękitne, podbite srebrem.

## Najwcześniejsze wzmianki
Indygenat udzielony w 1768 Franciszkowi Wilhelmowi du Laurans, kapitanowi regimentu gwardii pieszej koronnej i w 1782 Karolowi Jakubowi du Laurans, majorowi regimentu generała Schacka.

## Herbowni
Jedna rodzina herbownych (herb własny):
de Laurans (du Laurans, Laurans).